# Warnings – Die Zeichen sind da
Warnings – Die Zeichen sind da (Silent Warnings) ist ein US-amerikanischer Horrorfilm von Christian McIntire aus dem Jahr 2003. Die Hauptrollen spielten Stephen Baldwin, A.J. Buckley und Billy Zane. In Deutschland wurde der Film ab dem 21. August 2003 vertrieben.

## Handlung
Joe Vossimer stirbt. Sein Vetter Layne Vossimer, der vor kurzem sein Ingenieur-Studium abgeschlossen hat, erbt Joes Haus in Oregon. Layne, Laynes Freundin Macy Reed und vier befreundete Studenten fahren aufs Land, um das Haus zu besichtigen. Sie stellen fest, dass das Haus mit Eisen gegen die Außenwelt abgeschirmt ist.
Auf den Feldern in der Umgebung erscheinen Kornkreise. Iris Doyle verschwindet spurlos. Die Gruppe wird später von den Aliens angegriffen, die Iris entführt haben. Die Menschen entdecken, dass die Aliens gegen das Eisen allergisch sind und bekämpfen sie.
Nur Layne, Macy und Katrina Munro überleben. Als sie wegfahren, hören sie im Radio, dass die Menschen in fünf Bundesstaaten im Westen der USA sowie in Kanada von den Aliens angegriffen wurden.

## Hintergrund
Der Film ist ein sogenannter Mockbuster des ein Jahr zuvor erschienenen Spielfilms Signs – Zeichen von M. Night Shyamalan. Er wurde mit einem Budget von weniger als eine Million US-Dollar in 12 Tagen in Bulgarien gedreht.

## Kritiken
Die Zeitschrift TV 14 schrieb: „Ungeniert von ‚Signs‘ abgekupfert“.
Save.TV bezeichnete den Film als „unterhaltsam“ und schrieb: „ein Muss für Genre-Fans“.
Das Lexikon des internationalen Films meinte: „Dank der unauffälligen Inszenierung und solide getimter Effekte annehmbare Unterhaltung innerhalb der üblichen Genregrenzen.“